# Björkskatakyrkan
Björkskatakyrkan är en kyrkobyggnad som tillhör Luleå domkyrkoförsamling i Luleå stift. Kyrkan ligger centralt i stadsdelen Björkskatan i Luleå. Björkskatakyrkan avlystes som kyrka 26 november 2017.

## Kyrkobyggnaden
Kyrkan uppfördes 1977 efter ritningar av arkitekt Dan Lundbäck och invigdes 19 februari 1978 av biskop Stig Hellsten. Kyrkobyggnaden har en stomme av stål och betong. Ytterväggarna är klädda med grå betongsten och rödgul plåt. Kyrkorummet har väggar av vitmålad betong och ett plant tak klätt med vitmålad plåt. Golvet är belagt med linoleummatta. Koret är orienterat mot väster. Norra väggen är glasad.
Framför kyrkans entré finns fristående klockstapel med originell halvcirkelformad huv. Under huven hänger en kyrkklocka. Stapeln är uppförd 1978.

## Inventarier
- Nuvarande orgel är byggd av Kaliff & Löthman instrumentbyggare AB och invigd 27 september 1992.